# Luigi Scarabello
Luigi Scarabello (17 de junho de 1916 - 2 de julho de 2007) foi um futebolista italiano que competiu nos Jogos Olímpicos de Verão de 1936.
Ele era um membro da equipe italiana, que ganhou a medalha de ouro no torneio de futebol.